# Ga Chok Chai 4 MRT

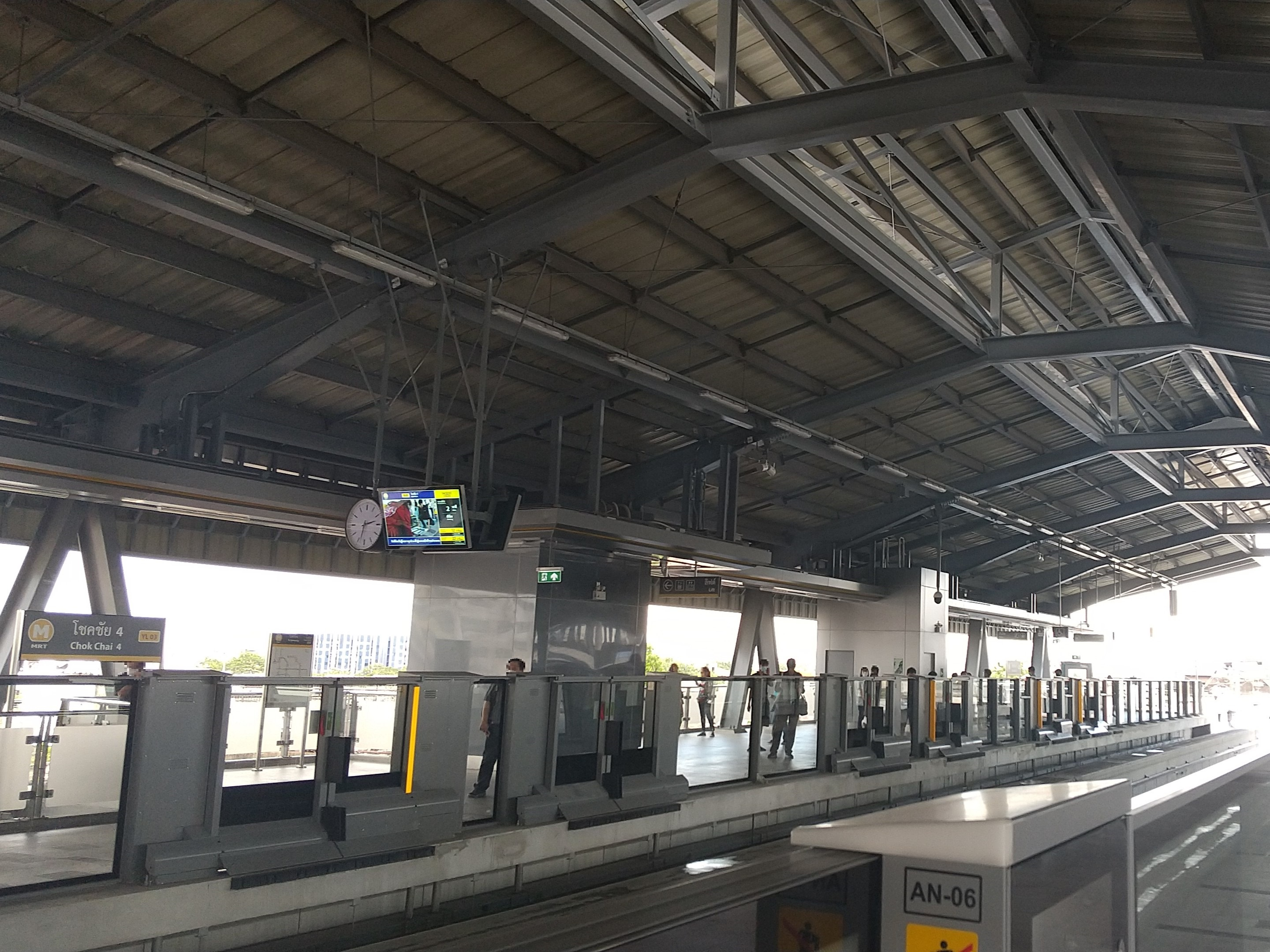
Ke ga

Ga Chok Chai 4 (tiếng Thái: สถานีโชคชัย 4) là một ga Bangkok MRT trên Tuyến Vàng. Nhà ga nằm trên Đường Lat Phrao, nó gần nút giao đường Chok Chai 4 tại quận Wang Thonglang, Băng Cốc. Nhà ga có 4 lối vào. Nó được mở cửa ngày 12 tháng 6 năm 2023 như một phần chạy thử nghiệm giữa Hua Mak và Phawana.